# Ruwe zakpijp
De ruwe of vuilwitte zakpijp (Ascidiella aspersa) is een zakpijpensoort uit de familie van de Ascidiidae. De wetenschappelijke naam van de soort werd in 1776 voor het eerst geldig gepubliceerd door Müller.

## Beschrijving
De ruwe zakpijp is een solitaire-levende zakpijpensoort met een ovaal, eivormig lichaam die tot 50-130 mm lang wordt. Het lichaam is bedekt met een stevige transparante mantel die vuil wit tot bruin van kleur is. De mantel heeft een ruw oppervlak en is daarom vaak rijkelijk begroeid, vaak met (kleinere) soortgenoten. Hun vertakte (of orale) sifo's zijn conisch en bevinden zich aan de bovenkant van het lichaam. Ze hebben zes tot acht lobben. De atriale sifo (uitstroomopening) bevindt zich in het bovenste derde deel aan de zijkant van het lichaam en heeft zes lobben.

## Verspreiding
De ruwe zakpijp is inheems is in de noordoostelijke Atlantische Oceaan, van de Middellandse Zee tot Noorwegen en in het westelijk gedeelte van de Oostzee. Hoewel deze dieren solitair zijn, worden ze vaak in dichte groepen bij- en op elkaar waargenomen op harde substraten zoals rotsen, tot dieptes van 90 meter. In Nederland is de ruwe zakpijp één van de meest algemene soorten. Naast de Noord- en Waddenzee komen ze ook voor in het Zeeuwse Deltagebied, zoals het Grevelingenmeer, Oosterschelde, Veerse Meer, Westerschelde.